# Lingua lesga
La lingua lesga, detta anche lesghi, lezghiano o küru, (nome nativo: лезги чIал, lezgi čʾal; in russo лезгинский язык?, lezginskij jazyk; in azero ləzgi dili) è una lingua caucasica nordorientale parlata nella Federazione Russa, nella repubblica del Daghestan, e in Azerbaigian.

## Distribuzione geografica
Al censimento russo del 2010 il lesgo risultava parlato da 402.000 persone, stanziate in prevalenza nel Daghestan sudorientale. La lingua è parlata anche nell'Azerbaigian nordorientale, vicino al confine con la Russia; i locutori sono 364.000 secondo stime del 2007. La lingua è attestata anche in altre repubbliche ex-sovietiche, e conta complessivamente circa 800.000 locutori.
È classificata come "vulnerabile" dall'Atlas of the World's Languages in Danger dell'UNESCO.

## Classificazione
Secondo Ethnologue, la classificazione completa della lingua lesga è la seguente:
- Lingue caucasiche settentrionali
  - Lingue caucasiche orientali
    - Lingue lesghiane
      - Lingue lesghiane nucleari
        - Lingue lesghiane orientali
          - Lingua lesga

## Sistema di scrittura
La lingua lesga è scritta in alfabeto cirillico.